# Philipp Jakob Weigant
Philipp Jakob Weigant (* im 17. Jahrhundert in Würzburg; † 1741) war ein deutscher Mediziner und Arzt in Wien.

## Leben
Philipp Jakob Weigant studierte an der Universität Wien Medizin und wirkte nach seiner Promotion ab 1726 als Arzt in Wien.
Am 26. Februar 1729 wurde er unter der Matrikel-Nr. 407 mit dem akademischen Beinamen Euenor zum Mitglied der Leopoldina gewählt.

## Schriften
- Disputatio inauguralis medica, de acidulis in genere et specie, earumque usu, dignitate, convenientia, et modo utendi. Typis Joannis Baptistae Schlingen, Wien 1726 (Digitalisat).